# Pseudorectes
Pseudorectes — рід горобцеподібних птахів родини свистунових (Pachycephalidae). Представники цього роду мешкають на Новій Гвінеї та на сусідніх островах. Раніше їх відносили до роду Пітогу (Pitohui), однак за результатами низки молекулярно-філогенетичних досліджень вони були переведені до відновленого роду Pseudorectes.

## Види
Виділяють два види:
- Пітогу білочеревий (Pseudorectes incertus)
- Пітогу рудий (Pseudorectes ferrugineus)